# Karahasanlar, Yenipazar
Karahasanlar là một xã thuộc huyện Yenipazar, tỉnh Bilecik, Thổ Nhĩ Kỳ. Dân số thời điểm năm 2011 là 73 người.